# Нижньоновокутлумбетьєво
Ни́жньоно́вокутлумбе́тьєво (рос. Нижненовокутлумбетьево) — присілок у складі Матвієвського району Оренбурзької області, Росія.

## Населення
Населення — 107 осіб (2010; 179 у 2002).
Національний склад (станом на 2002 рік):
- татари — 93 %